# Wat.tv
Pour les articles homonymes, voir Wat.
Wat.tv était un site d'hébergement de fichiers audio et vidéo créé en 2006, semblable à YouTube ou à Dailymotion. WAT est l’acronyme de We Are Talented.
Cette plate-forme était un média vidéo à destination des 15-34 ans. TF1 annonce sa fermeture le 17 février 2016, pour laisser place à la nouvelle plateforme de vidéo de XTRA, lancée le 1er septembre 2015.

## Historique
Le site est créé le 13 mai 2006 par François Collobert, François Pellissier et Olivier Abecassis avec un budget de 40 000 €. Il appartient à TF1 et est dirigé par Olivier Abecassis. Son siège social se trouve dans la Tour TF1 à Boulogne-Billancourt.
La marque commerciale WAT avait été déposée en 1998, dans le cadre du lancement d'un bouquet de télévision gratuite par satellite, parmi lesquelles la chaîne Wbpm.
Dans un premier temps, WAT était destiné aux jeunes talents du web et proposait même une émission hebdomadaire diffusée sur TF1 pendant 3 ans : Watcast. L’émission diffusait les meilleurs vidéos de la plateforme à l’antenne.
En octobre 2009, le site enregistre 2,8 millions de visiteurs uniques. En octobre 2010, ce nombre est passé à 6,4 millions[réf. souhaitée].

Logo de l’alliance entre les sites Melty et WAT

En septembre 2013, Melty et Wat.tv s'associent sur plusieurs plans éditoriaux, commerciaux et technologique. Cette alliance a pour but de proposer aux internautes français une offre premium en termes de contenus éditoriaux et de vidéos,,.
À l'occasion de la Coupe du monde de football 2014, le site propose en exclusivité l'intégralité des 128 épisodes du célèbre animé japonais des années 1980 Olive et Tom. L'opération remporte un grand succès,,,,.
À partir du 2 janvier 2015, WAT diffusait gratuitement l'intégralité de la série Nicky Larson, soit 140 épisodes, en version française non censurée,,.
Par un mail du 24 novembre 2015 envoyé à ses utilisateurs, le groupe TF1 annonce la fermeture de Wat.tv, prévue le 17 février 2016.

### Identité visuelle (logo)

Logo de 2006 à janvier 2012
Logo de janvier 2012 à mai 2013
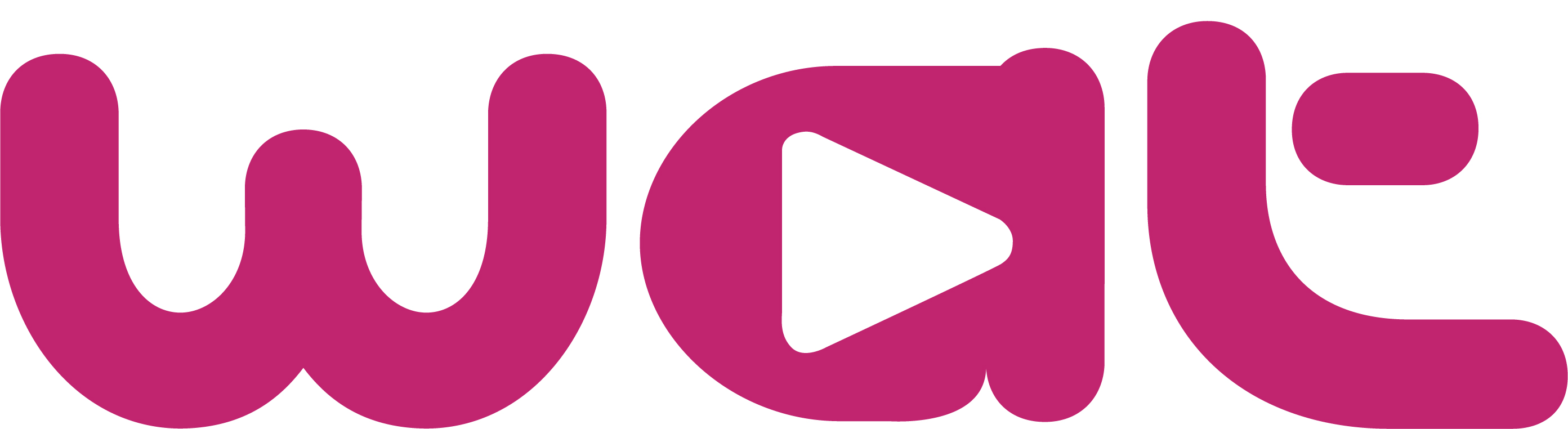
Logo de mai 2013 à février 2016

## Politique éditoriale
WAT.tv se voulait le média social vidéo des 15-35 ans, avec pour cœur de cible les 15-25 ans. La plate-forme proposait une offre dont la ligne éditoriale est centrée autour des intérêts des jeunes : humour, musique, buzz, jeux vidéo… WAT.tv cherche à concentrer les vidéos les plus pertinentes pour cette cible en nouant des partenariats avec des chaînes de télé et des acteurs s'adressant aux jeunes. Dans cette optique, seuls les comptes partenaires étaient mis en avant sur la page d'accueil de WAT.tv (et non pas les comptes UGC comme sur d'autres plates-formes vidéo).
Le but n'était donc pas l'exhaustivité mais plutôt la qualité et la pertinence des vidéos pour les 15-35 ans.

## Produits

### Site web
Le 5 mai 2010, avec la sortie de la V4, le site a changé de forme : les pages des membres, qui accueillaient précédemment des informations de profil (activités, centres d'intérêt, sites web favoris, etc.) et des articles rédigés par les internautes en plus des listes d'écoute (playlists) contenant les fichiers téléversés, ont été simplifiées pour devenir des chaînes de vidéos semblables à celles de YouTube et Dailymotion.

#### Nom de domaine
Le nom de domaine ".tv" correspond au domaine de premier niveau national des Tuvalu, bien qu'étant principalement consacré à la vidéo sur le Web. Il est recherché et apprécié en raison de son homonymie avec l’abréviation du terme télévision.
Le 11 avril 2009, le nom de domaine wat.tv arrive à expiration et se retrouve être inaccessible. D'après les responsables du site, toutes les démarches de renouvellement avaient été effectuées dans les règles. Il ne s'agirait donc ni d'un oubli, ni d'un défaut de paiement, mais d'un problème technique. Le site a été inaccessible durant plusieurs heures et n'a été rétabli que dans la journée du 13 avril 2009,. La même erreur s'est produite le 12 avril 2014, les dirigeants arguant une nouvelle fois qu'un problème technique avait eu lieu,.

## Réception du public et des médias

### Popularité
WAT hébergeait également historiquement la websérie Noob, qui était numéro 1 au box-office des webséries françaises depuis 2009 avec plus de 55 millions de visionnements sur Internet. D’autres webséries autour du monde du fantastique étaient disponibles depuis leur début sur WAT (exemple : Flander's Company).
WAT.tv était le troisième site vidéo en France derrière YouTube et Dailymotion. En 2013, il touchait 12,4 millions d'internautes.
En avril 2014, le site web WAT a enregistré presque 8,3 millions de visiteurs uniques pour plus de 50 millions de vidéos vues.

### Prix gagnés
La websérie Je, Tu, Elles coproduite et diffusée par WAT en 2013, a remporté le prix d'argent du Brand Content 2013 dans la catégorie « Humanitaire, social, grandes causes ».
Il s'agit d'une websérie humanitaire que WAT a coproduit avec l'agence de brand content Pikel pour le programme Always-Unesco, un programme d'alphabétisation des jeunes filles sénégalaises. Entre novembre 2012 et janvier 2013, 5 épisodes de 5 à 7 minutes ont été diffusés toutes les deux semaines, mettant en semaine le road trip de deux jeunes femmes au Sénégal. Les internautes pouvaient partager l'application Je, Tu, Elles à partir de la page Facebook de la marque Always afin de générer des dons pour le programme. Un concours sur l'application permettait aux inscrits de tenter leur chance pour gagner un voyage au Sénégal à la rencontre des deux héroïnes de la série.